# オーストリア料理

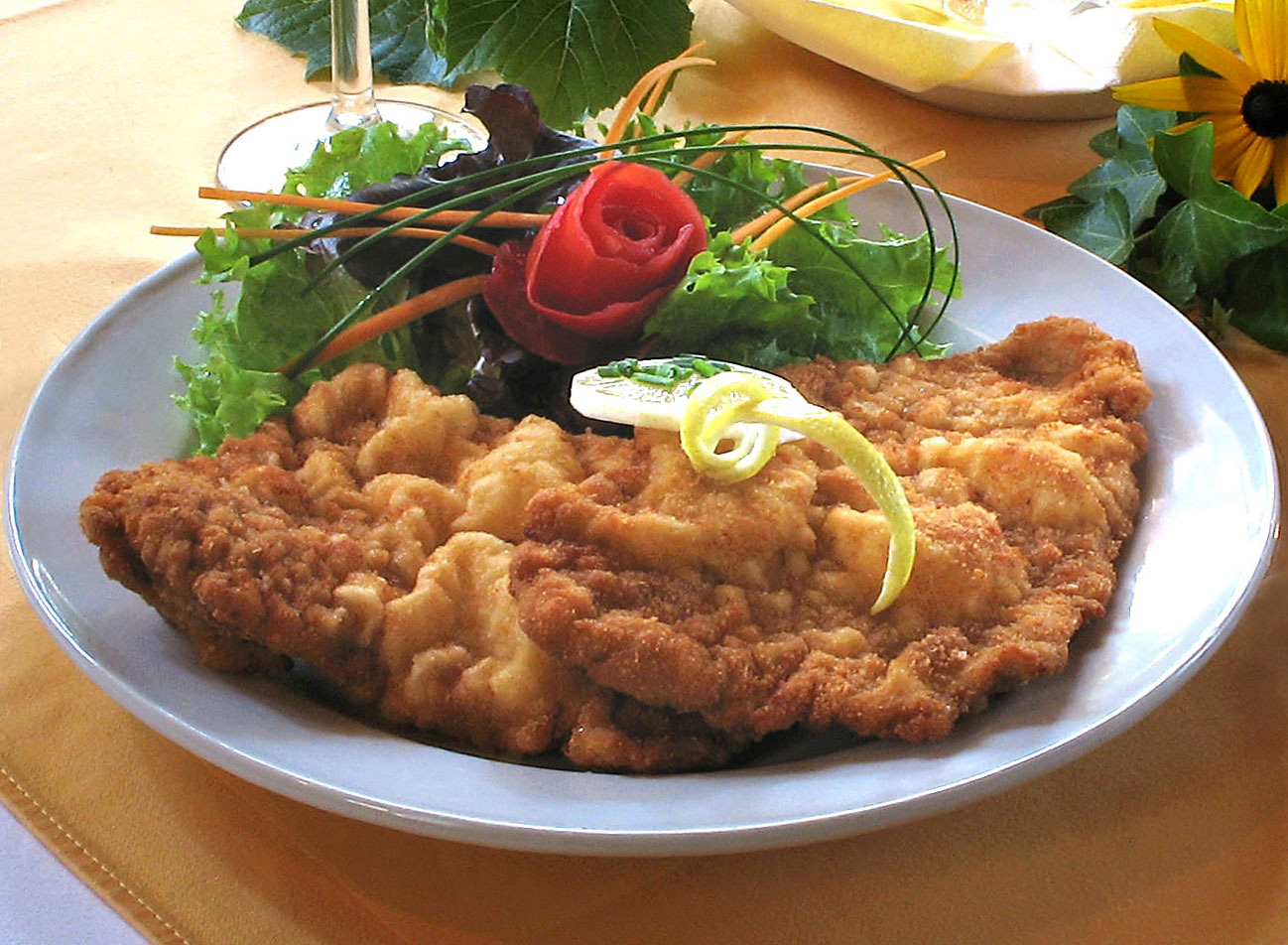
ヴィーナー・シュニッツェル

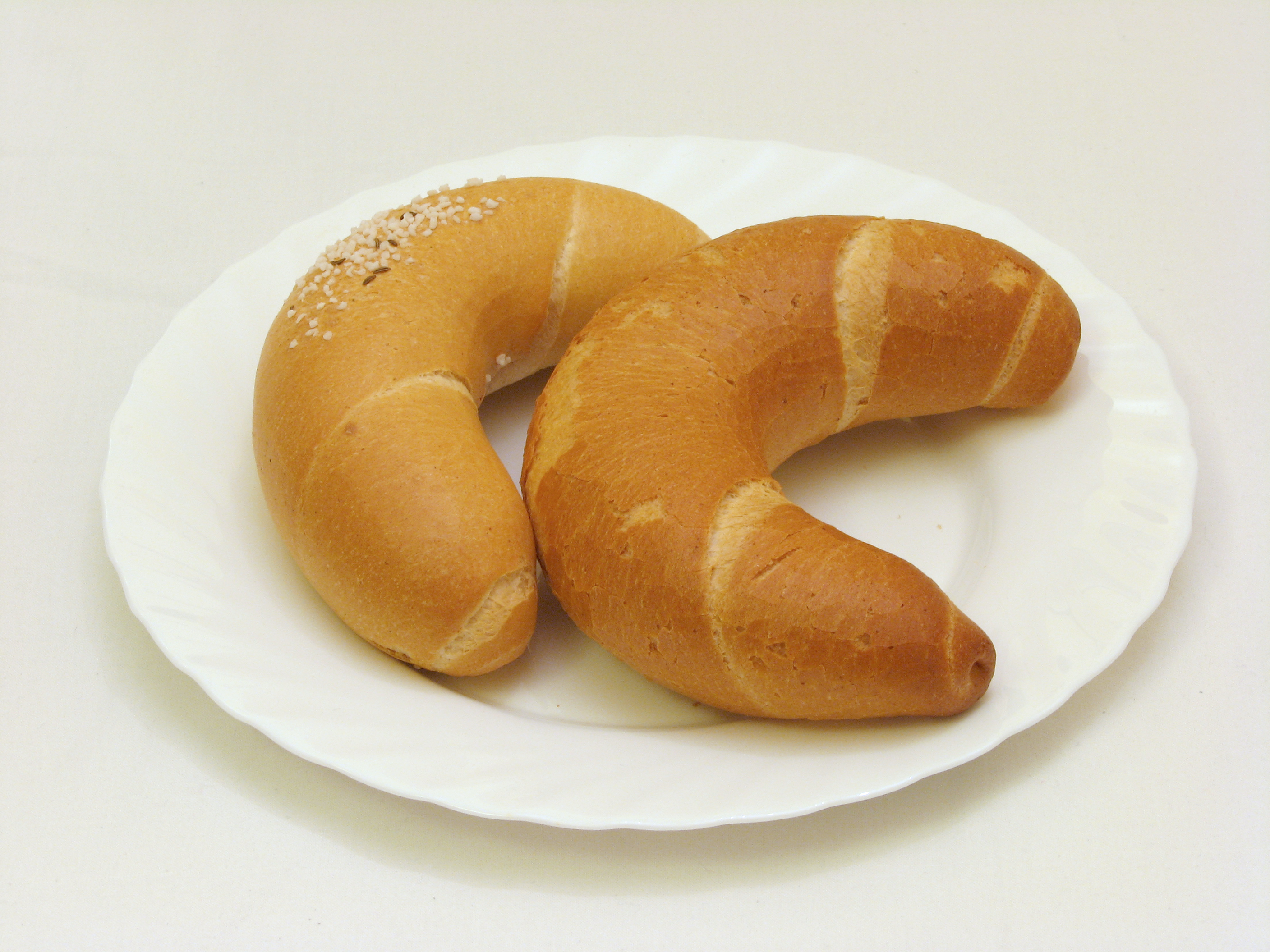
キプフェル

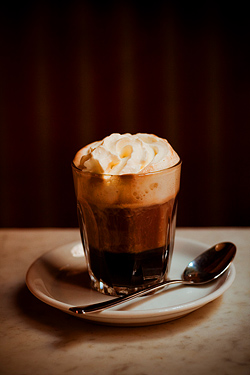
アインシュペナー

オーストリア料理（オーストリアりょうり、ドイツ語: Österreichische Küche）は、オーストリアで食べられている伝統的な料理の総称。
洗練された調理法がオーストリア料理の特色である。かつてのオーストリア帝国には独自の文化と料理を持つ多様な民族が住んでいたため、彼らの料理を全て一括りにしてオーストリア料理と呼ぶのは難しい。このため、オーストリアの歴史を反映した料理を指す時には、帝国の首都であるウィーンの名前を用いた「ウィーン料理」の名前で呼ぶこともある。

## 概要
オーストリア料理はハンガリー、チェコなどかつてのオーストリア帝国の支配領域や、イタリア、ドイツ、バルカン半島の食文化の影響を受けている。オーストリアはそれぞれの国から食材と料理を取り入れたがグーラシュやシュトロイゼル、リゾットなど、味付けや食材が発祥となった料理から大きく変化したものも多い。逆に名称が異なっていても、完成品はオリジナルの料理の味と姿をとどめているものもある。また、ボヘミア出身の料理人がウィーンの上流階級の家で雇われていた経緯から、料理の名前にはチェコ語が多く使われている。長い期間にわたって他の地域の食文化を取り入れて洗練し、独自の料理に昇華させたオーストリア料理は各国の食文化のるつぼとも言える。ドイツ語圏であるため料理の内容はドイツ料理と重複しているが、ドイツ料理よりも東ヨーロッパの食文化の影響が濃いのが特徴である。
一般的な正餐では、ズッペ（Suppe スープ）、フォアシュパイゼ（Vorspeise 前菜）、ハウプトゲリヒト（Hauptgericht 主菜）とバイラーゲ（Beilage 副菜、付け合せ）、ザラート（Salat サラダ）、メールシュパイゼン（Mehlspeisen もしくはナッハシュパイゼン Nachspeisen、デザート）の順番で料理が供される。

## 歴史

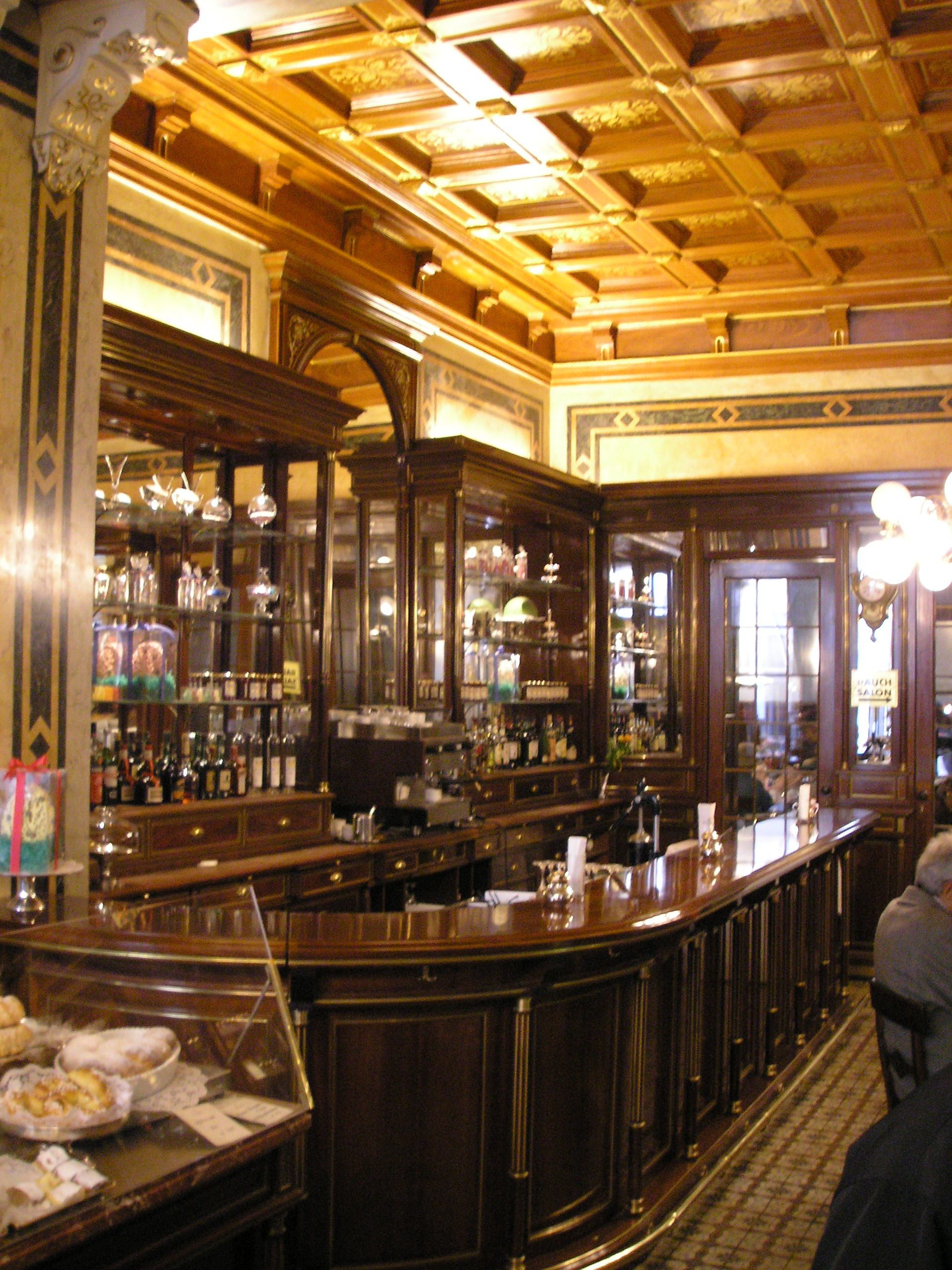
デメルの店内

オーストリア料理の多様な調理法は、オーストリアに現れた様々な民族・言語に由来する。
オーストリアの首都ウィーンは文化の十字路とも言える場所に位置し、10世紀にバーベンベルク家の伯領が成立するまでにウィーンにはローマ人、フン族、アヴァール人などの様々な民族が現れ、ウィーンに文化的痕跡を残して去って行った。オーストリア料理の菓子クーゲルフップフ（Guglhupf）、ファシングスクラプフェン（Faschingskrapfen）は、古代ローマ時代から食べられていたといわれる。
バーベンベルク家の統治下でウィーンは商業都市として発展し、食文化にも変化が起きる。11世紀から行われた十字軍が中東から母国への帰国の途でウィーンを通過した際、ウィーンにコショウやショウガなどの東洋由来の香辛料がもたらされた。これらの香辛料はウィーン市民に親しまれ、ウィーンで甘味が特に好まれるようになったのは十字軍の到来まで遡られると述べた者もいた。また、ビザンツ帝国（東ローマ帝国）の皇女がバーベンベルク家に嫁いだ時、ビザンツの食文化がオーストリアにもたらされた。
オーストリア＝ハンガリー帝国の時代に、ウィーンの料理はハンガリー、チェコ、バルカン半島からの影響を受けて発達した。逆にオーストリア料理もバルカン半島の食文化に影響を与え、セルビアなどでもオーストリア料理を食べることができる。
バロック時代のウィーンの食文化は華やかなもので、ウィーン貴族の宴席はベルサイユ宮殿で開かれるものと並ぶほどのものだった。宴会の料理はスープに始まり砂糖菓子に終わる八部のコースから成り、多様な食材がふんだんに用いられた。19世紀に入ると簡素な料理が好まれるようになり、ウィーン風の鶏のフライバックヘンデルが人気を博した。1817年から宮廷の食卓が倹約のために簡素化されたときには、「シャウ・トルテ」「装飾ケーキ」といった観賞用のケーキが晩餐会を飾った。
19世紀末の世紀末ウィーンにおいては、ウィーンの上流階級は芸術を楽しみ、美味な料理を堪能した。ホテル・ザッハー、デメル、グランドホテルのバーが上流階級の行きつけの店であり、中でもホテル・ザッハーの料理がハプスブルク家の大公や親衛隊の貴族に好まれた。ハプスブルク家の宮殿には広い調理場が備え付けられており、2,000人の来客のためにオーリオ・ズッペ（スペイン風の雑炊）だけを作る調理場が存在していた。
現在のオーストリアの食事は、ハプスブルク帝国時代ほど華美ではない。だが、現在でもハプスブルク帝国時代の料理の製法は継承されており、かつてのオーストリア帝国の領土だった国々の料理もオーストリア料理の影響を伝えている。

## 肉類

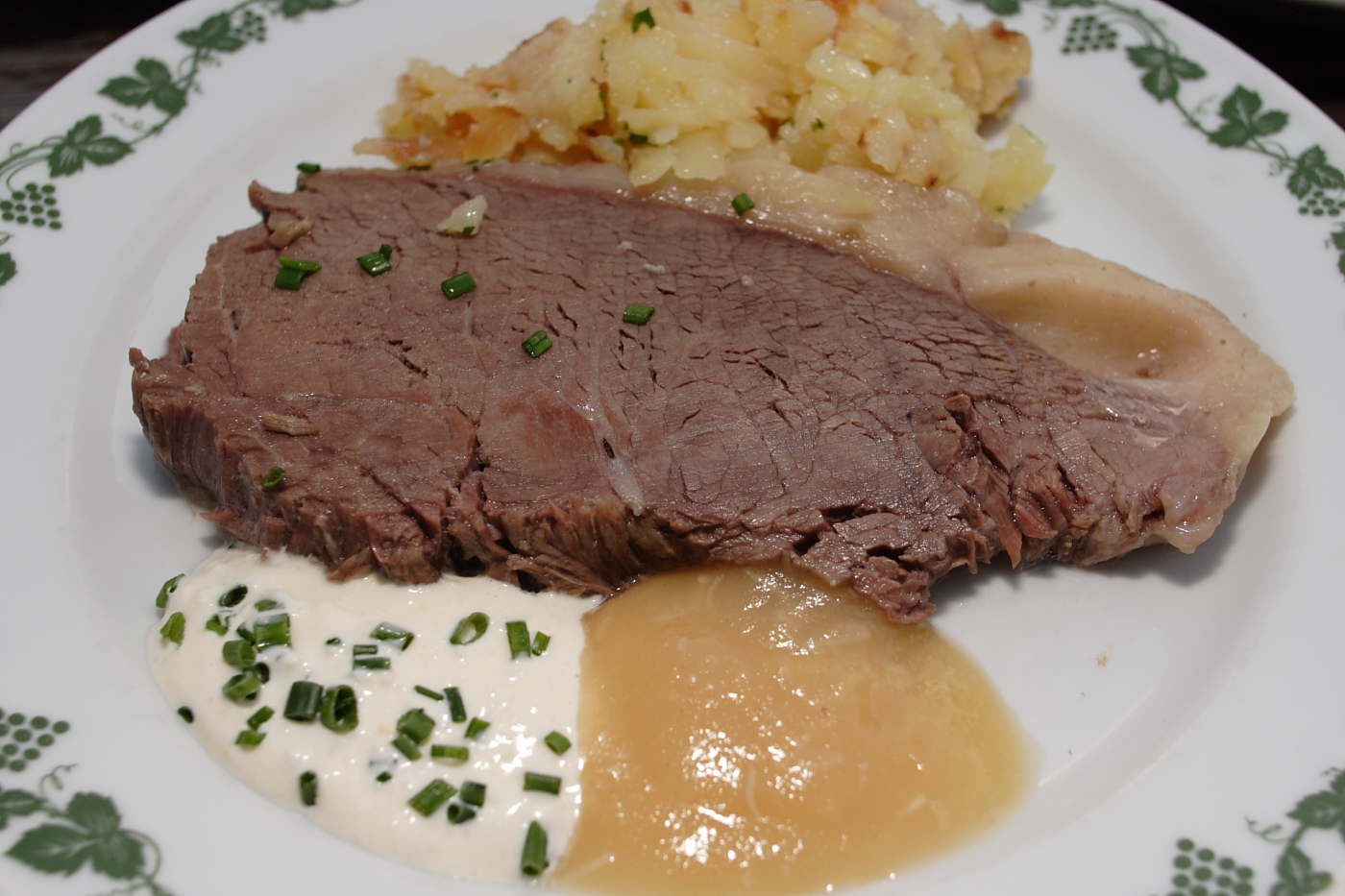
ターフェルシュピッツ

ウィーンで特に好まれている牛肉料理として、牛肉の煮込み料理であるターフェルシュピッツが挙げられる。ターフェルシュピッツは皇帝フランツ・ヨーゼフ1世の好物として知られており、当時のウィーン市民も皇帝にあやかって昼食にターフェルシュピッツをよく食べていた。ターフェルシュピッツはウィーンの高級料理の代表格である。仔牛肉を使ったヴィーナー・シュニッツェルも、オーストリアを代表する肉料理として外国での知名度が高い。
鶏肉のフライ料理バックヘンデルは14世紀まで歴史を遡ることができ、19世紀前半にはウィーンの上流階級の間で流行した。
牛肉と鶏肉がオーストリア料理の中心と言われているが、実際は豚肉が最も多く消費されている。豚肉は安価であることに加え、加工法が豊富であるため、一般家庭で好まれている。一般家庭に冷蔵庫が普及する前は豚肉を屠殺する日は限られており、捌いた豚の全ての部位が調理・加工された。現在でも、豚に限らず食用とされる動物は全ての部位が有効に利用されている。
ファシアーター・ブラーテン（Faschierter Braten ミートローフ）などの経済的な挽肉料理も、オーストリアの家庭ではよく作られる料理である。ウィーンでは、「インナライエン」（Innereien）と呼ばれる内臓料理も好まれている。チロル州とケルンテン州、シュタイアーマルク州の一部といった山岳地帯では、肉を保存するための燻製技術が発達している。保存食としてシュペック（Speck ベーコン）、サラミ（Salami）、シンケン（Schinken 豚の腿肉の燻製、ハム）、ズーアフライシュ（Surfleisch 肉の塩漬け）を燻製にしたゲゼルヒテ（Geselchtes）などが挙げられる。

## 魚介類
過去のオーストリアでは大量の魚が消費されていたが、次第に魚が食卓にのぼることは少なくなっていった。帝国時代のウィーンでは、中央市場の一つであるナッシュマルクト（Naschmarkt）でアドリア海やハンガリーで獲れた多くの魚介類を調達することができた。現在でもヨーロッパの南北から高価な魚介類がウィーンに輸入されているが、一般の家庭では安価な魚や国内で獲れた淡水魚が消費されている。
淡水魚の中でも、特に鯉は人気が高い。ウィーンで有名な鯉料理に、肝、白子、タマネギのみじん切り、柔らかくしたパン、卵を混ぜ合わせたものを鯉に詰めて赤ワインで煮込んだ料理（Wiener ausgebak-kener Karpfen）がある。独特な川魚の調理法として、バッハフォレーレ（Bachforelle）という河川型のブラウントラウトを新鮮なうちに茹でて身を青くするブラウエ・フォレーレ（Blaue Forelle）またはフォレーレ・ブラウ（Forelle Blau）が知られている。
過去にはハンガリーやチェコから大量に輸入されていたザリガニは、現在では高級食材になっている。ザリガニは主に冷製やスープにされて食べられる。

## 野菜
長く厳しい冬に備えてザウアークラウトや乾燥させた豆、レンズマメ（ヒラマメ）のように日持ちする野菜や調理法が好まれる傾向があると言われているが、もちろん様々なサラダも食べられている。
オーストリアではドイツと同じようにジャガイモが多く消費され、ポテトサラダや肉料理の付け合せとして食卓にのぼる。新ジャガイモを茹でて薬味をまぶし、熱いうちに食べる簡単な料理はご馳走として好まれている。マッシュルームも、オーストリア料理によく使われる食材である。ウィーンなどの都市では、春になると旬の野菜アスパラガスの料理が多くのレストランで供される。

## スープ
オーストリア料理のスープは、栄養価とボリュームに優れると言われている。
かつてのオーストリアでは教会が定めた断食の期間には固形物を口に入れることは禁止されており、断食の期間をしのぐ栄養源としてビールとスープが重宝された。時代が経って禁止事項が緩和されると、断食の期間には肉以外のものなら何でも食べていいと解釈されるようになり、鳥や魚介類が具材に用いられた豪華なスープが生まれる。
牛肉のスープはオーストリア料理のスープの基本であり、クラーレ・リントズッペ（Klare Rindsuppe 透明なビーフコンソメスープ）はオーストリアのスープの代表格である。バロック時代には、貴族たちが飲んだクラーレ・リントズッペの出汁をとった後の肉塊は召使に与えられていたという。コンソメスープの名前は、浮き身にちなんでつけられることが多い。ハンガリー風スープのグーラシュはパプリカの量が抑えられているため、辛みは強くない。また、ハンガリーのさらさらしたスープ状のグヤーシュとは異なり、グーラシュにサワークリームや小麦粉でとろみをつける例がある。

## 菓子類

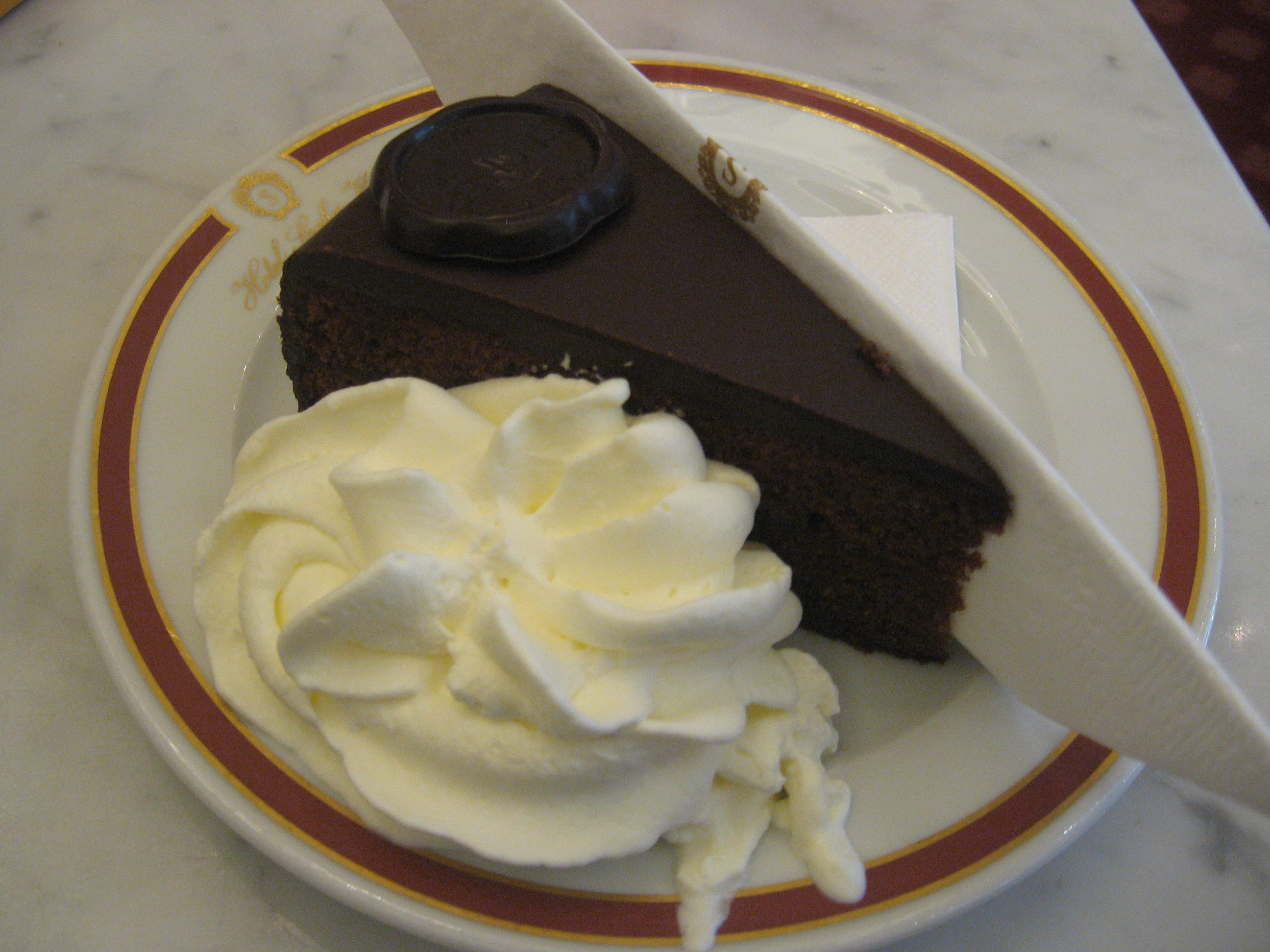
ホテル・ザッハーのザッハトルテ

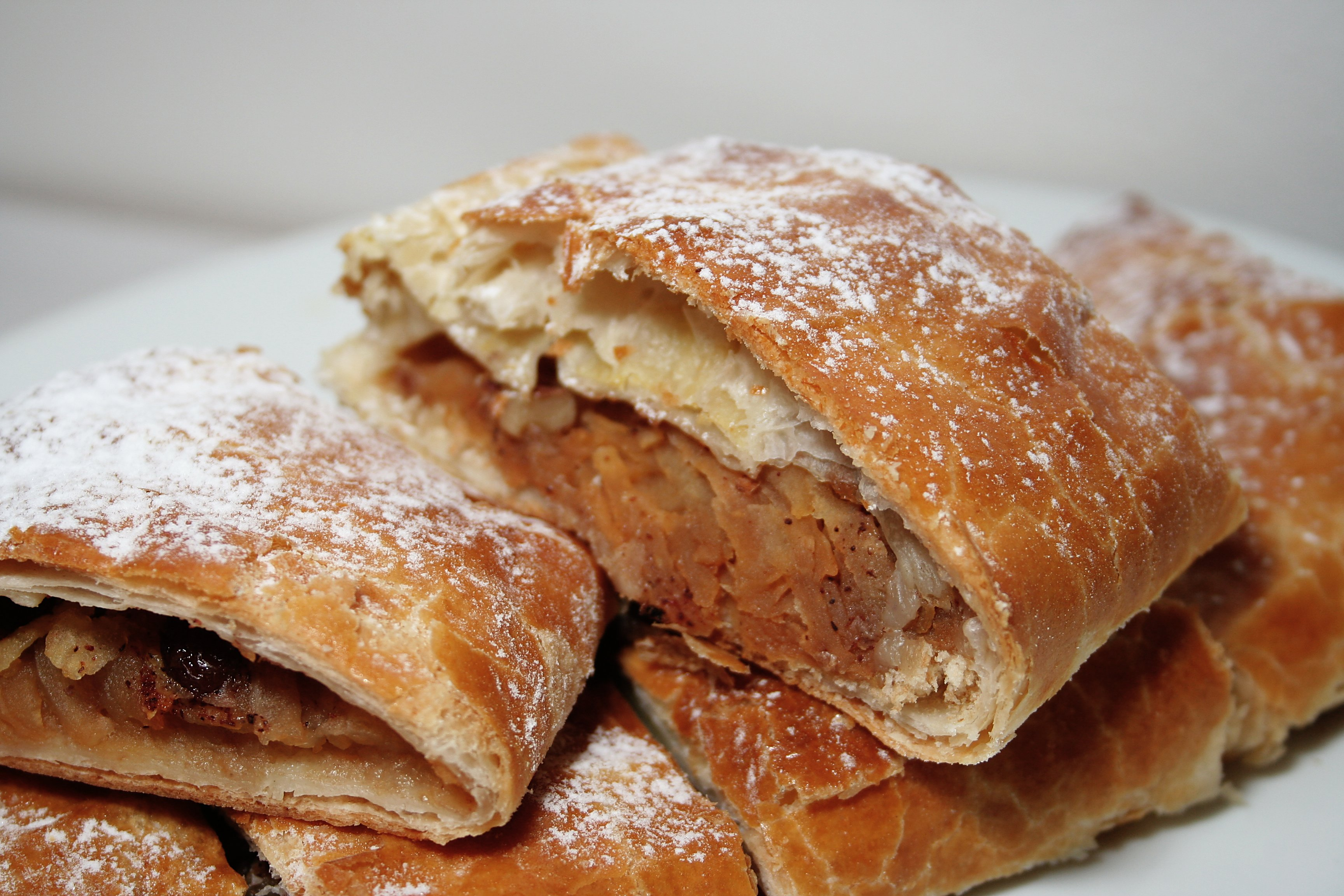
アプフェルシュトゥルーデル

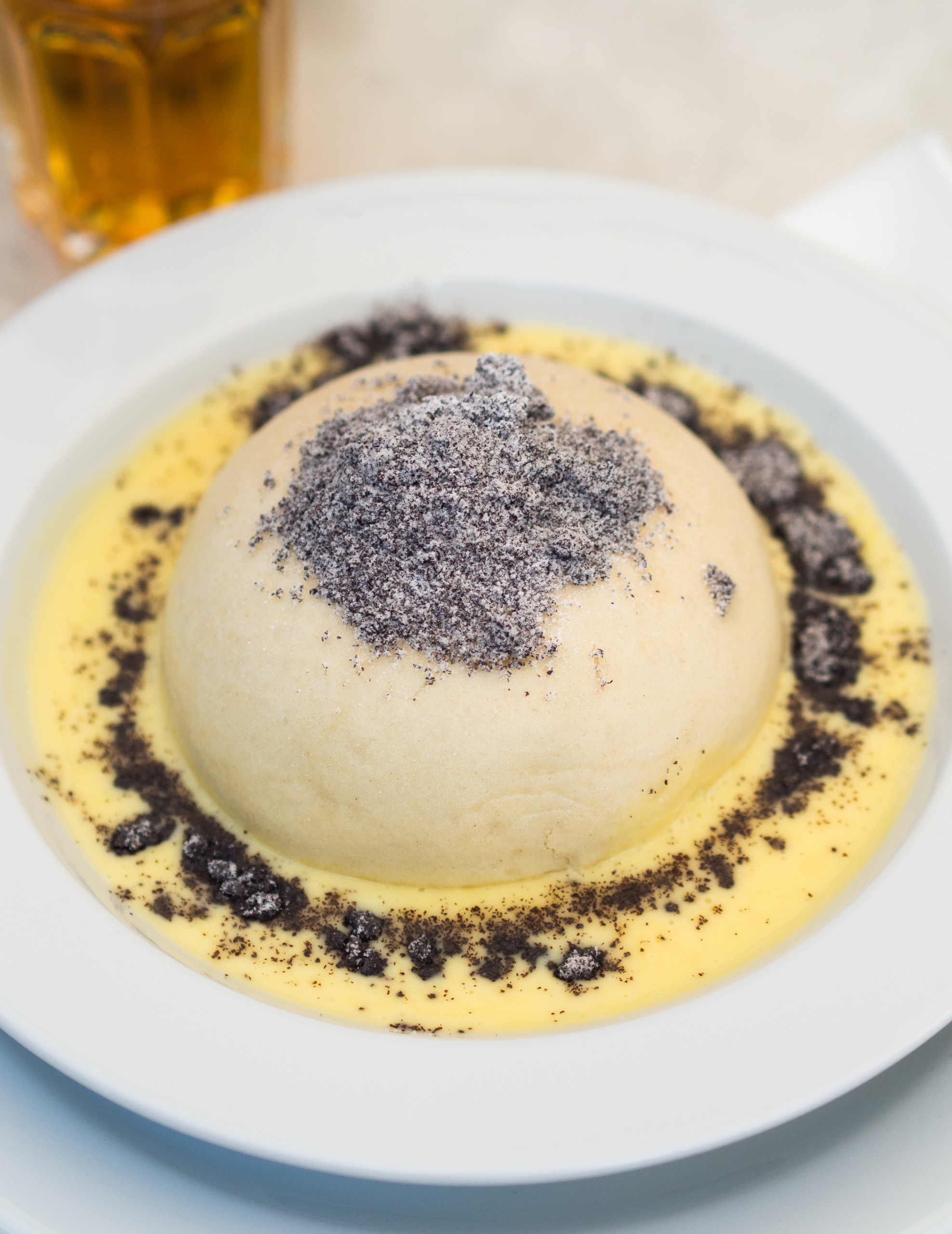
ゲルムクヌーデル

ウィーンのメールシュパイゼン（Mehlspeisen、小麦粉で作られたデザート）は、美食家から高く評価されている。料理書の半分はデザートのレシピで占められ、ウィーンの人間がレストランで料理を注文するときにはまず最初にデザートを選ぶと言われている。ウィーン市民がデザートを好む理由については、十字軍の置き土産である香辛料、ビザンティン文化の影響、スペインからウィーンに来たオーストリア大公フェルディナント1世の影響など諸説あるが、正確な理由は判明していない。中世からパン屋、菓子屋、砂糖菓子屋は特権を認められ、イギリスやフランスよりも早く同業組合（ギルド）が成立した。さらに同業組合は職人が専門とするパンや菓子によって細かく区分されていた。
1741年に女帝マリア・テレジアによってウィーン宮廷の厨房に菓子部門が設置され、1912年まで存続していた。宮廷菓子長官を頂点としてその次に宮廷菓子長、さらに下には等級が付けられた職人や助手、給仕が置かれた。また、菓子部門には飲料水の殺菌と宮廷で飲まれる酒類やジュースの製造を担当する宮廷飲料水係も置かれていた。菓子部門は菓子と飲み物を提供するだけでなく、食器の選択も担当し、パン屑や小麦粉などを使って晩餐会の食卓に絵を描くシュトロイヤーという職人もここに属していた。
ハンガリーから取り入れられたシュトゥルーデルというペイストリー、「謝肉祭のクラップフェン」という名前で知られる揚げ菓子ファシングスクラプフェン（Faschingskrapfen）、ザッハトルテを初めとするトルテがオーストリアでよく食べられているデザートである。アプフェルシュトゥルーデル（リンゴのシュトゥルーデル）はウィーンを代表する菓子として有名であるが、実際はハンガリー起源の菓子である。シュマーレン（Schmarrn パンケーキ）、パラチンケン（クレープ）は、元々牧夫や木こりが食べる素朴な料理だった。
シュマーレンやパラチンケンなどの小麦粉で作られた菓子は、昼食と夕食の主菜としても食べられている。茹でたスパゲティやマカロニをバター、ココアパウダー、砂糖で和えたものが、簡易な軽食として食べられることもある。甘く味付けされ、ジャムを包み、フルーツソースや生クリームが添えられるオムレッテ（Omlette オムレツ）も時にはデザートとして、時には主菜として食べられている。
ホイップクリーム（シュラーグオーバース Schlagobers）はウィーンの料理に欠かせないものである。オーストリアのケーキが存外パサパサしているのは、添えられているホイップクリームを絡めて食べることが前提になっているからである。焼き菓子の生地、ケーキの飾りにされるだけでなく、ホイップクリームそのものが一つの菓子として食べられている。コーヒーにホイップクリームを乗せたアインシュペナー（Einspänner ウィンナ・コーヒー）はよく知られている。
オーストリアの菓子店では、1786年創業のデメルが著名である。午後のヤウゼ（Jause 軽食）の時間には、オーストリア人はカフェでトルテとコーヒーを楽しむと言われる。

## 飲料

### コーヒー

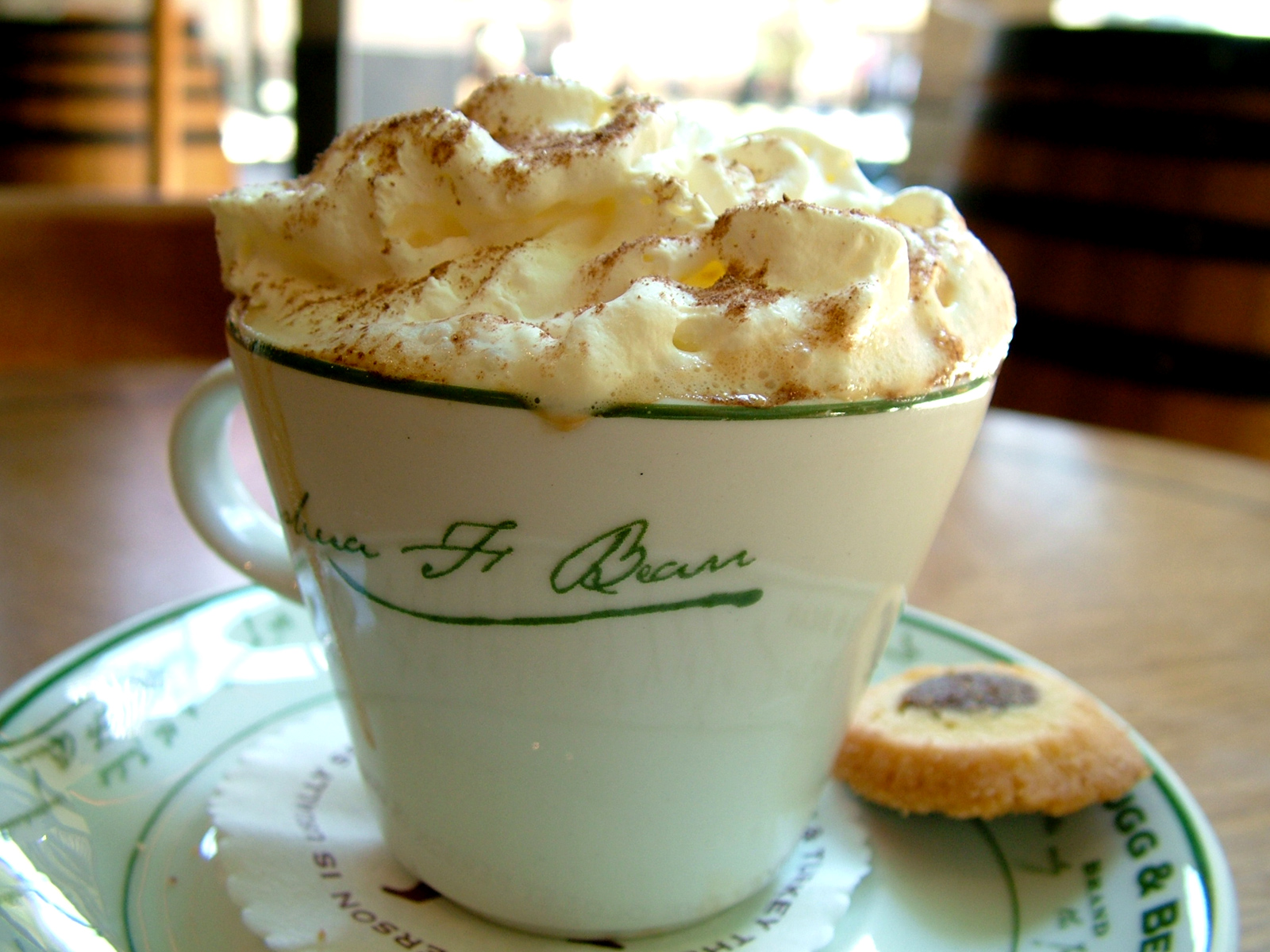
シュラーグオーバースが乗せられたコーヒー

ウィーンにおけるコーヒーの歴史は17世紀まで遡ることができ、1668年ごろには既にアルメニア人商人によってトルコのコーヒー豆がウィーンに輸入されていた。現在もウィーンではコーヒーが好まれており、カフェで出されるコーヒーは以下の種類に大別される。
- モカ（Mokka）、シュヴァルツァー（Schwarzer）：ブラックコーヒー
- ブラウナー（Brauner）：ミルクを入れたコーヒー
- カプツィーナー（Kapuziner）：ミルクを入れたコーヒー。ブラウナーに比べてミルクの量は少ない
- メランジェ（Melange）：コーヒーと泡立てた温かい牛乳を半々の割合で入れたもの

コーヒーの濃さとカップの大きさは指定でき、好みでホイップクリームを乗せることもできる。また、モカに最初からホイップクリームを乗せたアインシュペナーも供されている。皇帝フランツ・ヨーゼフ1世はメランジェを愛飲し、蜂蜜（または砂糖）、卵黄、コニャックを撹拌したものにモカとミルクを注いだ「カイザー・メランジェ・カフェ」（Kaiser Melange Kaffee）をほぼ毎日飲んでいたと言われる。19世紀半ばに人気を博したコンツァート・カフェ（音楽カフェ）でも、メランジェの人気は高かった。
1747年にマリア・テレジアの命令でウィーンのカフェ店主の同業組合と酒店の同業組合が統合されると、カフェでもアルコールが提供されるようになった。リキュール入りのコーヒーが流行し、女帝の名を冠した「カフェ・マリア・テレジア」などが考案された。

### 酒類

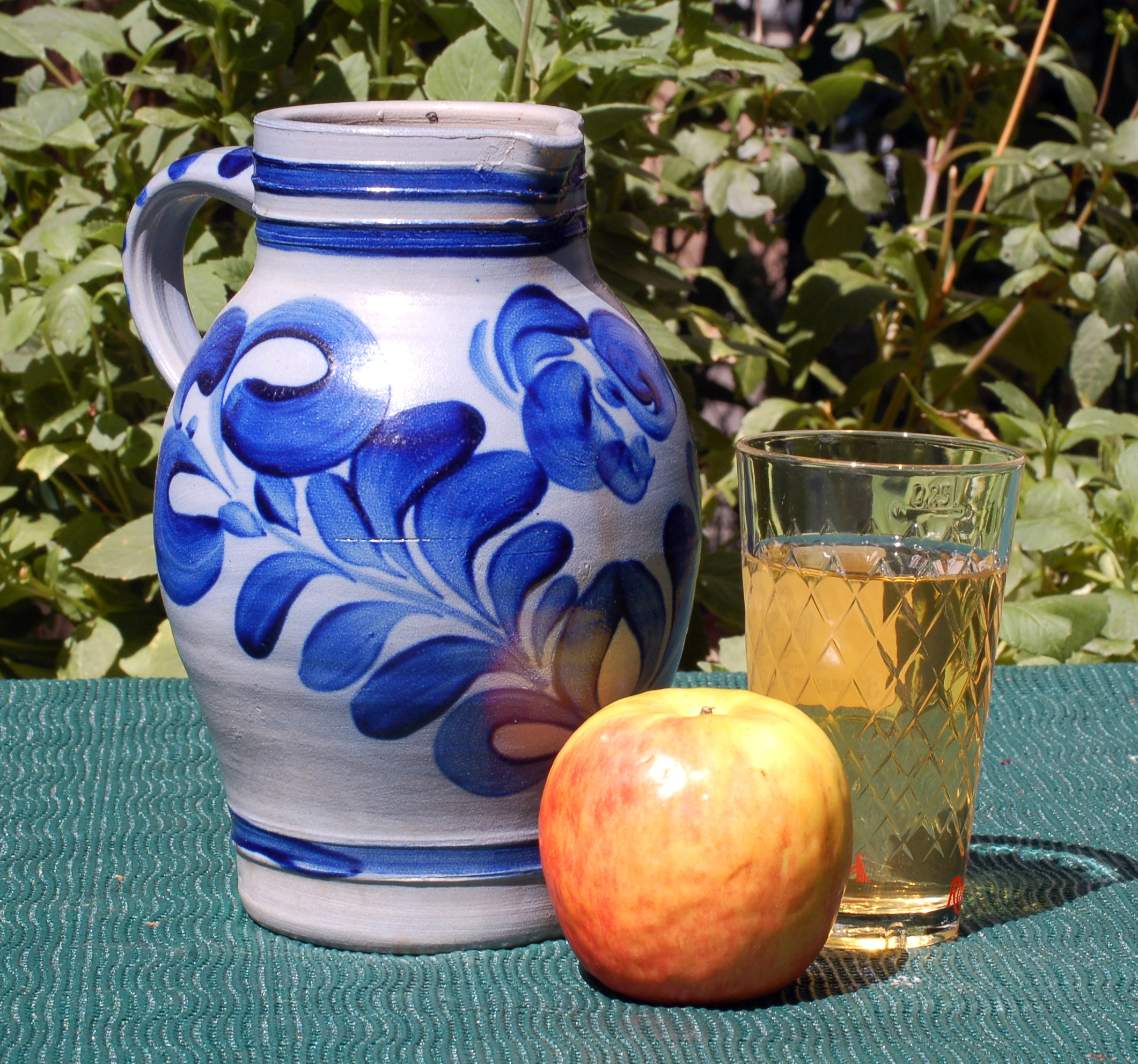
リンゴのモスト

オーストリアでは多種の酒が作られているが、飲食店では酒類が安価で供されているため、アルコール依存症が社会問題となっている。特にワインとビールが多く消費され、ワインは中流階級以上、ビールは労働者階級の飲み物という傾向が見受けられる。
ワインについては頭一つ抜けて品質が高い銘柄は無いが、飲みやすい銘柄が多いとされている。ブドウの品種などでドイツワインとの共通点が多く、ラベル表示もドイツの方式が採用されている。ウィーン近郊のグンポルスキルヒェン（Gumpoldskirchen）で醸造される、オーストリアワインで最も流通量が多い白ワイン・グンポルスキルヘナー（Gumpoldskirchener）のほか、グリンツィンガー、クレムス周辺で生産されるクレムサーが有名。南バーデンとフォスローで獲れたブドウを原料とする赤ワイン、ブルゲンラント州のルストで醸造される白ワインが最上と言われている。
かつてビールは修道院で醸造され、断食期間の栄養源として重宝されていた。ザルツブルク州では、ワインよりもビールが好まれている。オーストリアで一般的に飲まれるビールは、ラーガービア（Lagerbier ラガービール）である。クリスマスと復活祭には、この日のために醸造されたアルコール度の高いボックビア（Bockbier）が飲まれる。1840年代のウィーンで発明された、ウィーンスタイルの赤いラガービールは、世界的なラガー人気の草分けとなったビールの一つである。ビールを同量のレモネードで割って飲む「ラードラー」（Radler）というスタイルも定着している。
リンゴか洋ナシを原料とする、モスト（Most）という果実酒はオーストリア独特の飲料として知られている。オーバーエスターライヒ州はモストの特産地として知られており、州には「モストフィアテル（モスト地方）」という名前の地方が存在する。モストと同じく果実を原料とするアルコール度数40-45度のシュナップス（Schnapps）という蒸留酒は、オーストリアでは食後酒としてよく飲まれる。一般家庭では一定量の自家用シュナップスの蒸留が認められているが、法律で定められた量より多く蒸溜する場合は税金を納めなければならない。モストとシュナップスはどちらも自家製の酒類を起源とする。
初夏には発泡ワインにイチゴなどを漬けたポンチの一種エルドベーレボウル（Erdbeerebowle）、冬になるとワインに甘味料と香辛料をくわえて温めたグリューワイン、酒とジュースを混ぜて温めたプンシュ（Punsch）が飲まれる。

## 郷土料理

### ブルゲンラント
ブルゲンラント州の郷土料理は評価が高い。ハンガリー料理の影響が強く、パプリカが調味料として使われている料理もある。さらにクロアチア系住民からの文化的影響が加わり、パンノニア料理という独自の料理が生まれた。代表的な料理に、小さく切ったベーコン入りの濃い豆のスープ、パラチンケなどを巻いてレーズンとケシの種を詰めたデザート・ルーラード（Roulade）がある。ハンガリー料理を起源とするハラツレ（Halászlé）、ゲフュルテ・パプリカ（Gefüllte Paprika 肉詰めピーマン）はハンガリー風の味付けがされている。
また、ブルゲンラント州は良質の赤ワインが生産されていることでも有名である。

### ケルンテン

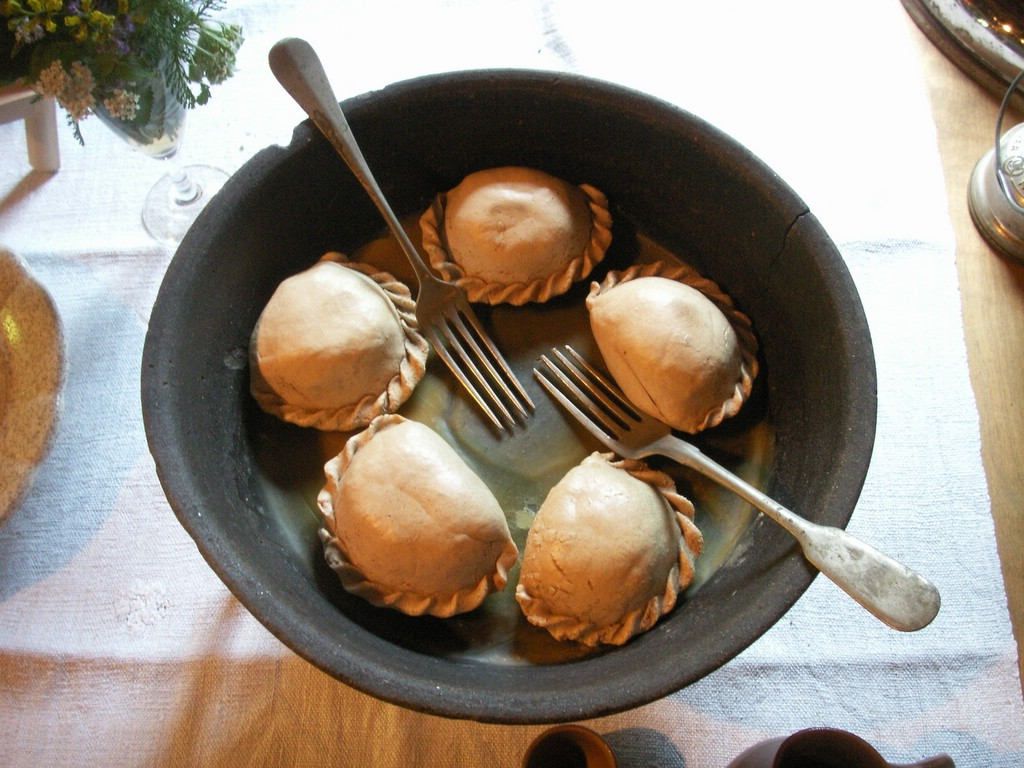
ケルントナー・ヌードルン（カスヌードルン）

山野で獲れた鳥獣や川魚が料理の食材に使われる。折りたたんだ小さな小麦粉の生地に餡を詰めて茹でたカスヌードルン（Kasnudel）、シュトルーデルの一種ケルントナー・ラインドリング（Kärntner Reindling）がケルンテン州の郷土料理である。カスヌードルンの餡にはハムとベーコン、残り物の肉、マッシュルームとクヴァーク（Quark カッテージチーズの一種）などが使われるほか、黒いケシの種や干し梨などを詰めてデザートにする場合もある。
アルコール度数の高いリンゴ酒は、ケルンテンの名物である。

### ニーダーエスターライヒ
ニーダーエスターライヒ州の郷土料理は、ほぼウィーン料理と共通する。チェコからの影響が濃く、特にデザートにチェコ料理に起源を持つものが多い。代表的な料理に、キノコを使ったピルツグーラシュ（Pilzgulasch）、鹿肉のステーキヒルシュステーク・ザンクト・フーベルトゥス（Hirschsteak Sankt Hubertus）などがある。
ニーダーエスターライヒ州はオーストリア最大のワインの生産地でもあり、地元で消費される安価なワインが多く生産されている。

### オーバーエスターライヒ

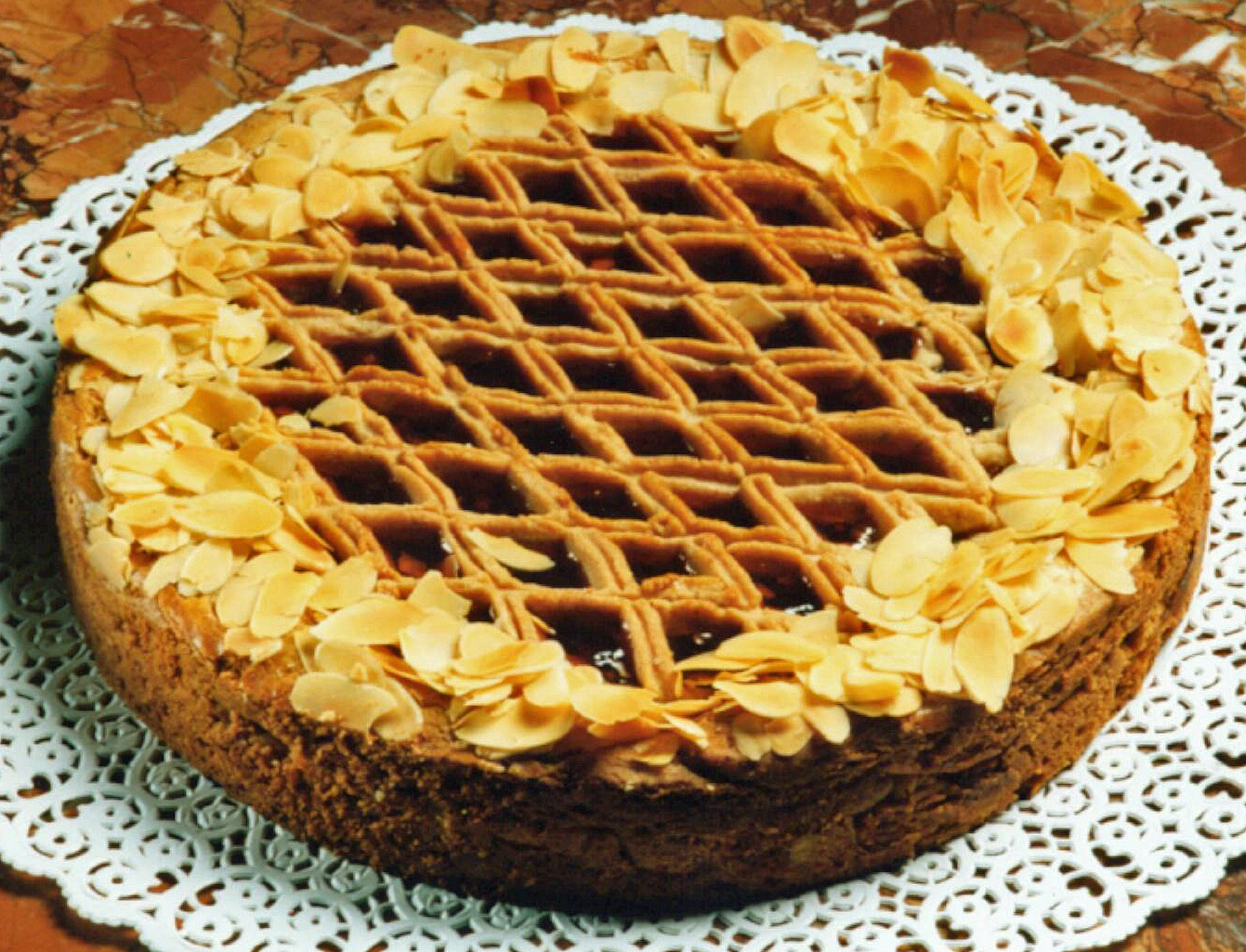
リンツァートルテ

オーバーエスターライヒ州の特色は、様々な素材が使われる多種のクネーデルである。北部のミュールフィアテル地方は、特産品のジャガイモを使用した料理で名高い。州都リンツの名前を冠した菓子リンツァートルテが著名。
果実酒モストの特産地として知られているほか、隣接するドイツのバイエルン州の影響を受けて多くのビールが醸造されている。

### ザルツブルク

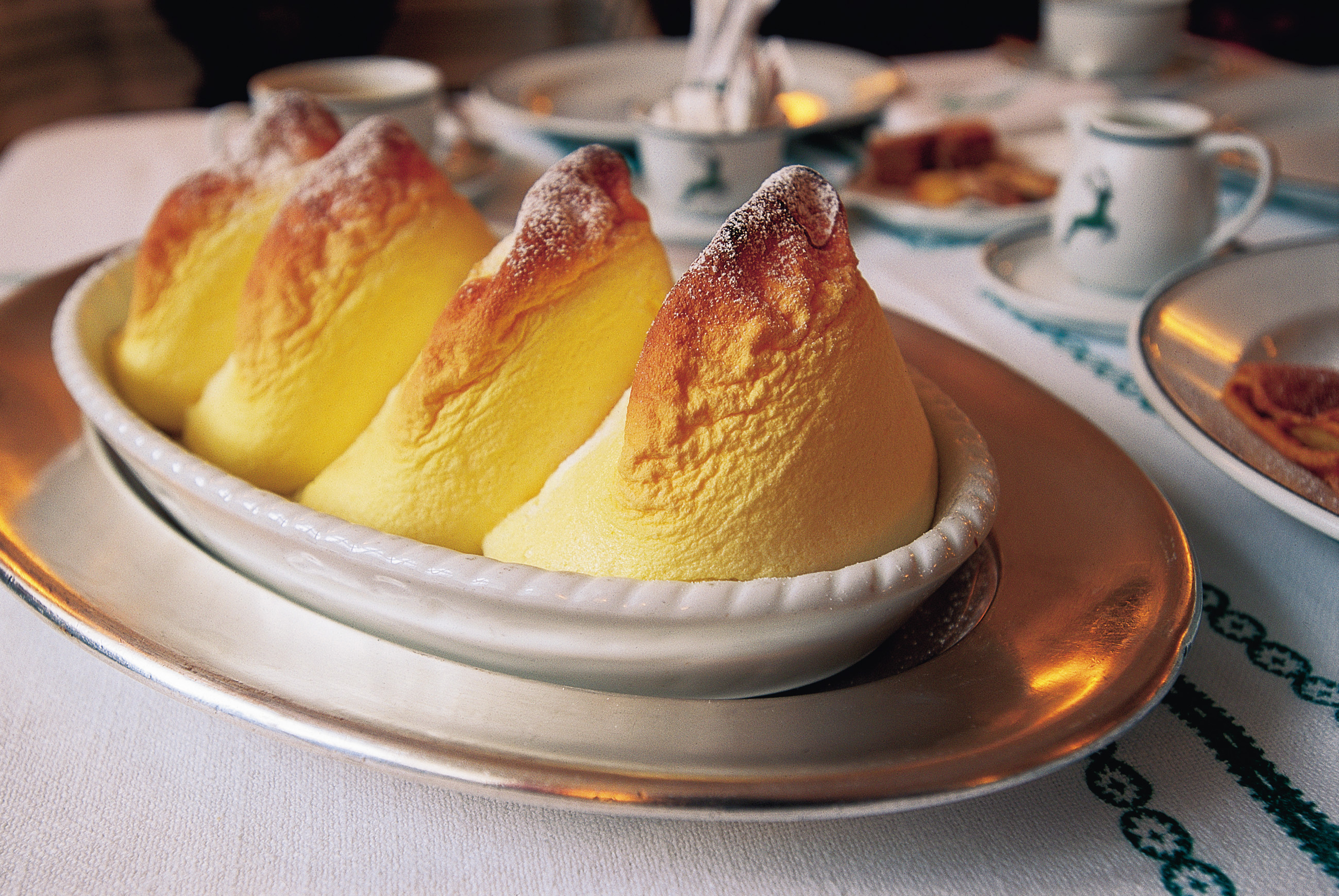
ザルツブルガー・ノッケルン

ザルツブルク大司教の統治下で食文化が洗練され、各地から多くのものが料理の修行に訪れた。現在でもザルツブルク州では洗練されたウィーン料理を食べることができる。しかし、ザルツブルクの郷土料理は特色が薄いと言われている。代表的な料理はザルツブルガー・ビアブラーテン（Salzburger Bierbraten）、ザルツブルガーノッケルン（Salzburger Nockerln）など。シュマーレンやパラチンケンと同じく、ザルツブルガーノッケルンは昼食と夕食の主菜にもされる。山を覆う雪をホワイトチョコレートで表現したチョコレートケーキ、ザルツブルガートルテ（Salzburgertorte）も有名。

### シュタイアーマルク
シュタイアーマルク州では、特産品の鶏を利用した料理が多く提供されている。この地方では、濃い味付けのシチューが好まれている。シュタイアーマルクの郷土料理には美味なズッペ（スープ）も多く、シュタイアーマルク出身のヴィルヘルム・フォン・テゲトフ将軍の名前を冠したテゲトフ・ズッペ（Tegethoff Suppe）などがある。州都グラーツを中心に食文化が発展し、17世紀から多くの料理書が出版された。
特産品は西洋カボチャとカボチャの種から作るカボチャ油。シュタイアーマルク州で醸造されるビールは、オーストリア内で一番美味だと評価されている。

### チロル

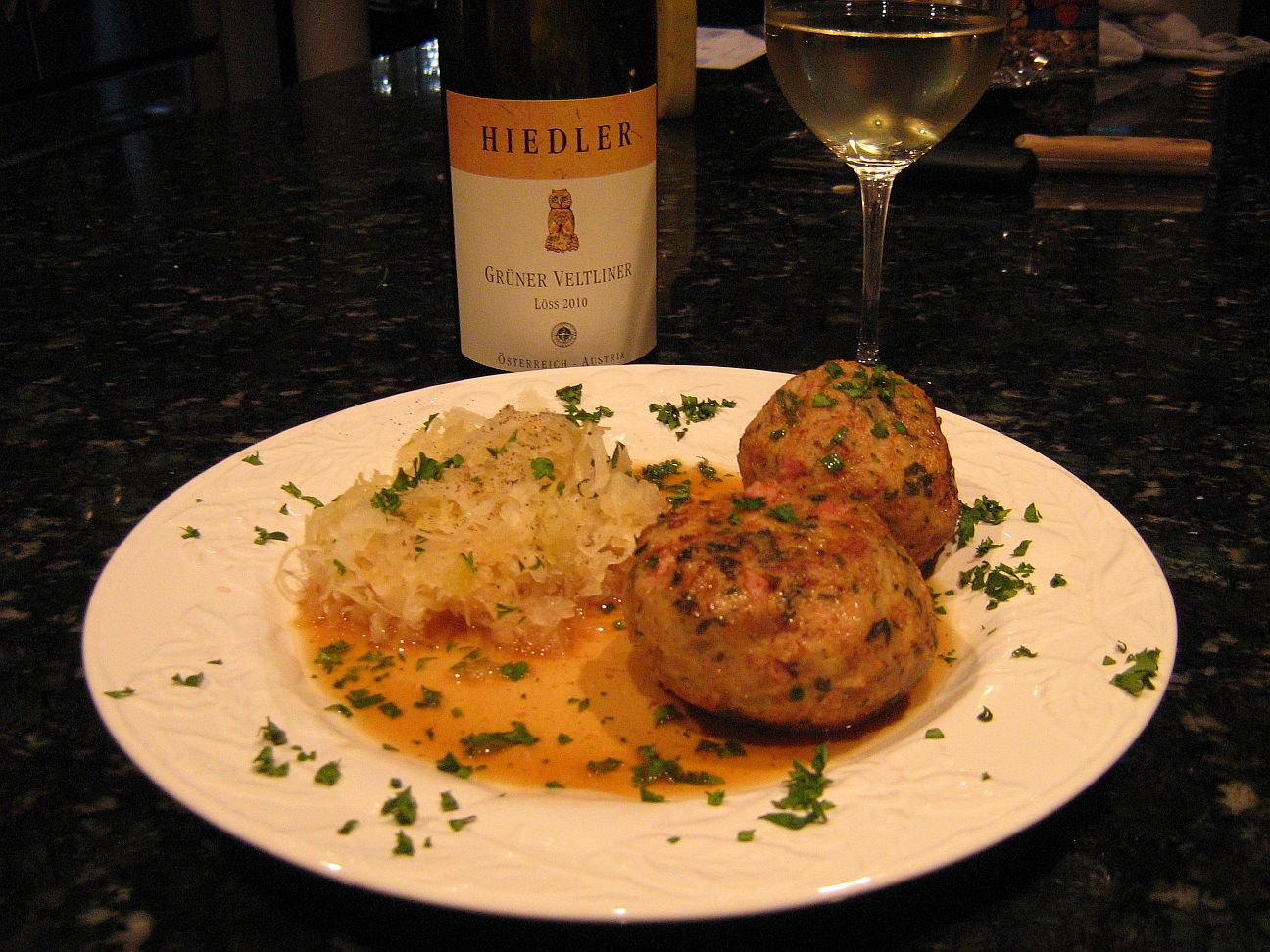
シュペッククネーデル

チロル州の郷土料理は、洗練された宮廷の料理と素朴な農民の料理から成り立っている。チロル州の北部では典型的なオーストリア料理が食べられているが、南部にはイタリア料理の影響を受けた郷土料理が多く存在する。チロルの人々はバウエルンシュペック（Bauernspeck）というベーコンに強い愛着を持ち、これをクネーデルの材料としてシュペッククネーデル（Speckknödel）にすることもある。酪農が盛んなチロルでは、ベーコンなどの肉の加工製品のほかにチーズが郷土料理の食材として使われる。強烈な臭みがあるガムス（Gams、シャモア）の肉もチロルの名物である。
16世紀にチロルを統治した大公フェルディナント2世の妻フィリッピーネ・ヴェルザーは、現存するヨーロッパ最古のレシピ集『フィリッピーネ・ヴェルザーの料理本』を著した。「チロル風」の名前を冠する料理の多くは、フィリッピーネが考案したと言われている。

## 主な料理

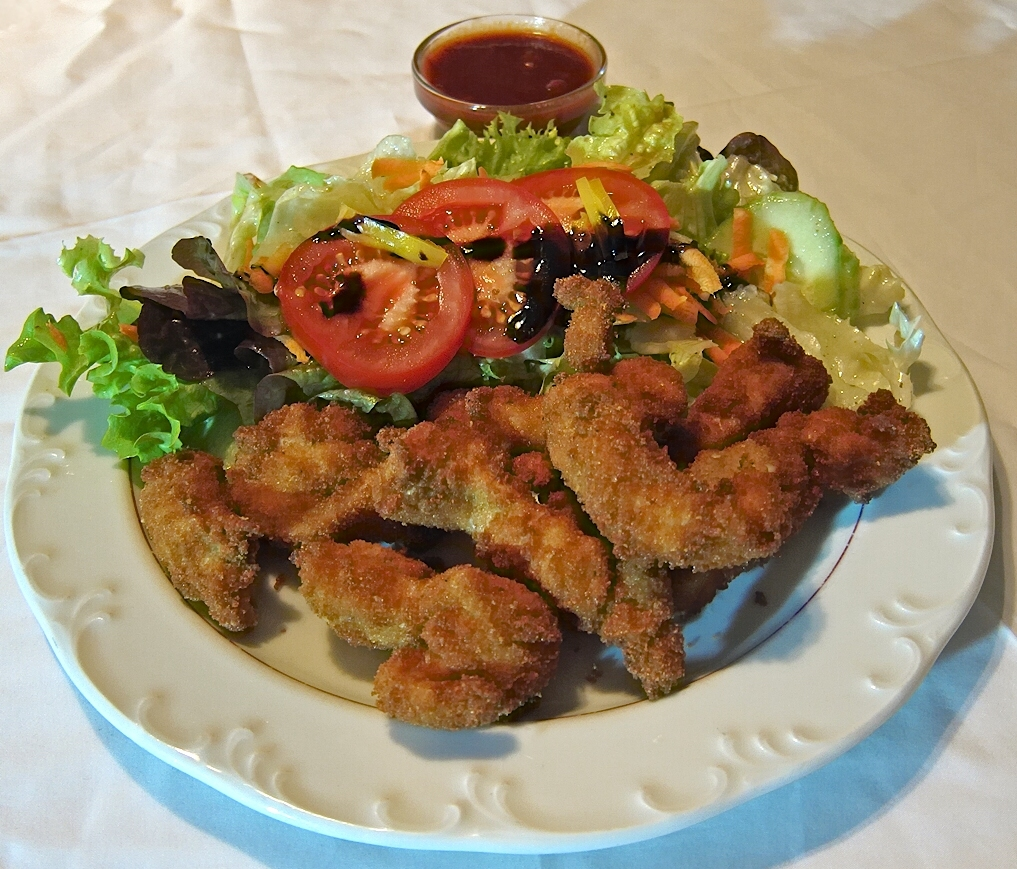
バックヘンデル

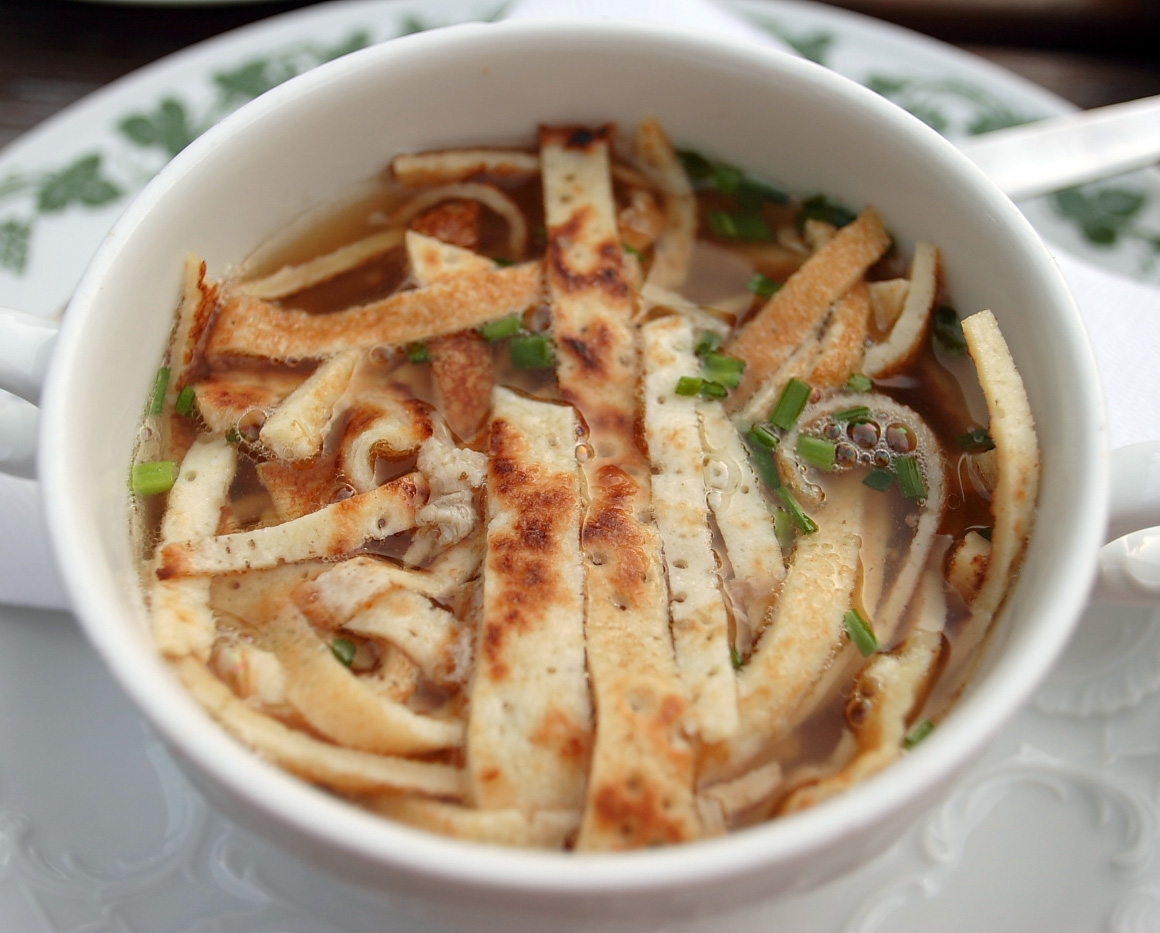
フリターテンズッペ

- ターフェルシュピッツ (Tafelspitz)
- シュニッツェル (Schnitzel)
- グーラシュ (Gulasch)
- クネーデル (Knödel)
- ボイシェル (Beuschel) - 臓物料理
- シンケンフレッカール (Schinkenfleckerl)
- フリターテンズッペ (Frittatensuppe) - 細切りのパンケーキが入ったコンソメスープ
- シュペッツレ (Spätzle) - 南ドイツ・オーストリア風パスタ
  - ケースシュペッツレ (Kässpätzle) - チーズ和えシュペッツレ
- ティローラーグレステル (Tiroler Gröstl) - 牛肉、または豚肉をタマネギ、ジャガイモとともに炒めたもの
- ヴェッシャーメードルプファンネ (Wäschermädlpfanne)
- レバークネーデル・ズッペ (Leberknödelsuppe) - レバー入りクネーデルのスープ

### 肉類の加工品
- クラーカオアー (Krakauer) - クラクフ風香辛料入り太物ソーセージ
- ヴィーナー・ヴュルステル (Frankfurter Würstel, Wiener Würstchen) - ウィーン・ソーセージ
- ボスナ (Bosna) - カレー風味のホットドッグ
- シュペック（ベーコン） (Speck)

### パン

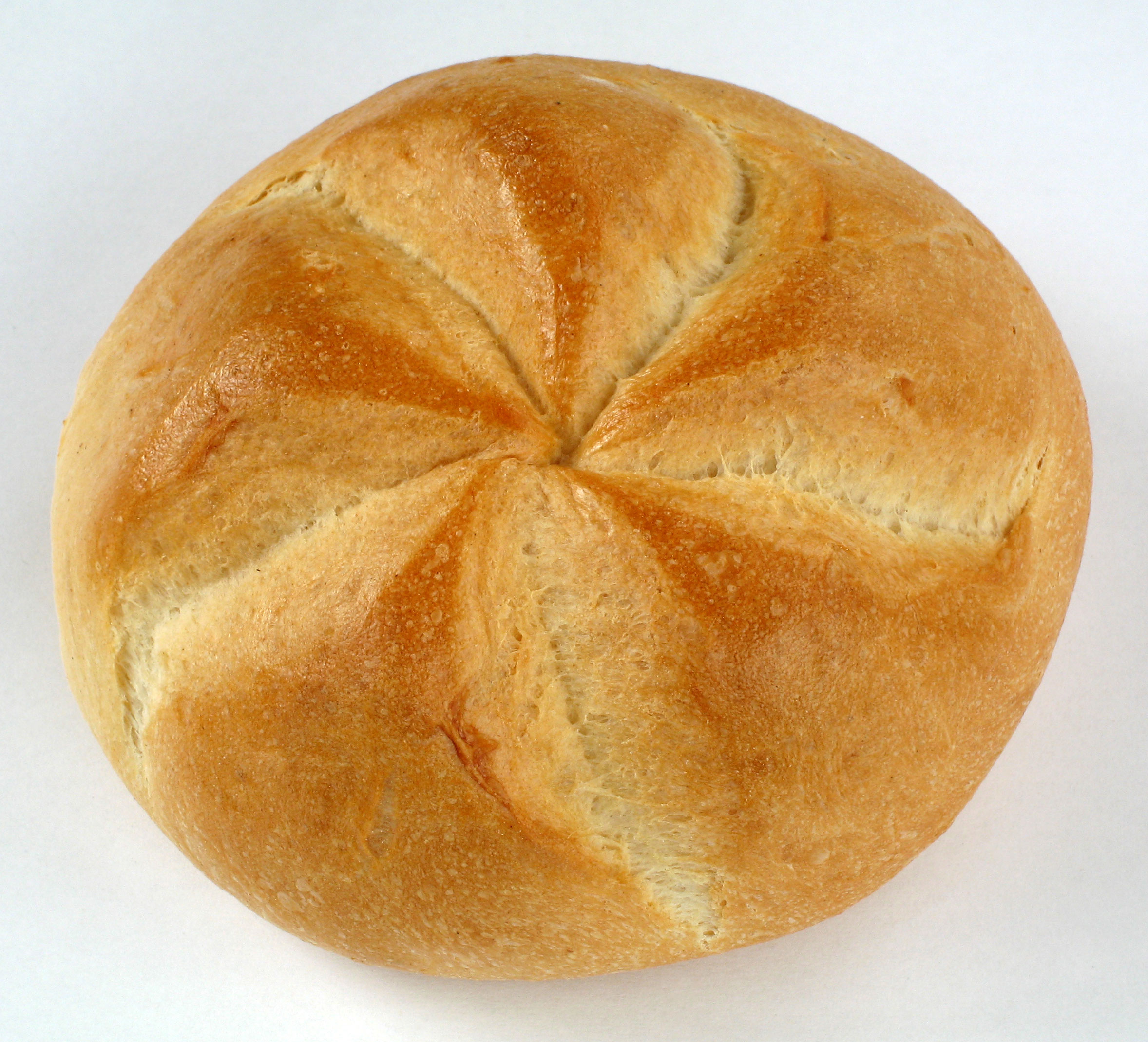
ゼンメル（カイザーゼンメル）

- ヴァッハオアー (Wachauer Laberl)
- キプフェル (Kipferl) - 三日月型の菓子パン。キプフェルはマリー・アントワネットによってフランスにもたらされ、クロワッサンの原型となったと言われる[65]。
- ゼンメル (Semmel) - ドイツのブレートヒェン（Brötchen）に相当
  - ヴルストゼンメル (Wurstsemmel) - カイザーゼンメルにソーセージの薄切りを挟んだサンドイッチ
- コルンシュピッツ (Kornspitz)
- ゴラーチェン (Golatschen) - デニッシュに類似する菓子パン。チェコ語で「菓子」を意味する[66]。

### チーズ
- トプフェン (Topfen) - ドイツ語ではクワルク (Quark)という軟質チーズ。主に菓子やソースの材料として使用される[67]。
- ブリムゼン (Brimsen) - 羊乳チーズ
- リプタウアー (Liptauer Aufstrich)

### 菓子類

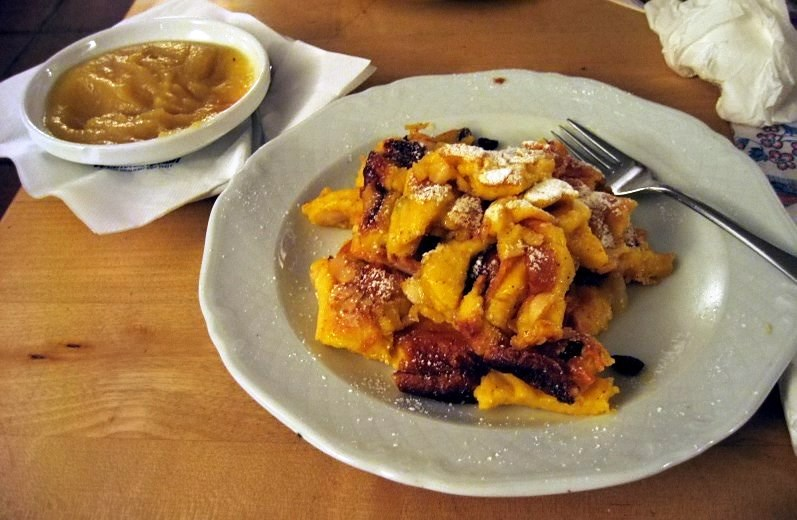
カイザーシュマーレン

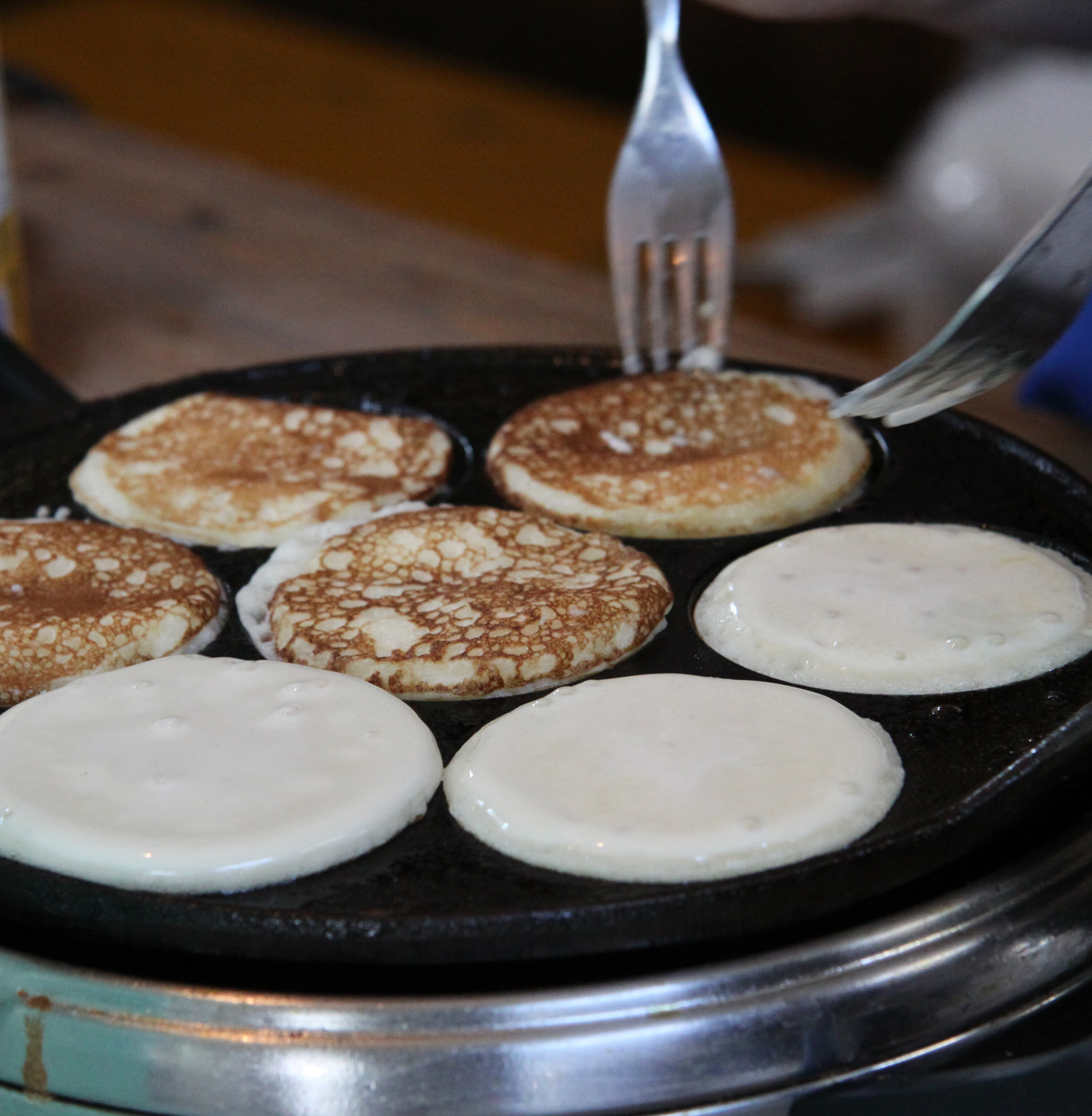
リヴァンツェン

- カイザーシュマーレン (Kaiserschmarrn) - パンケーキ料理
- シュトゥルーデル (Strudel)
  - アプフェルシュトゥルーデル (Apfelstrudel)
- パラチンケン (Palatschinken) - ウィーン風クレープ
- ザッハトルテ (Sachertorte)
- ドボシュトルテ (Dobostorte)
- シュヴァルツヴェルダー・キルシュトルテ (Schwarzwälder Kirschtorte)
- ポヴィドル (Powidl)
- ブフテルン (Buchteln)
- ザルツブルガーノッケルン (Salzburger Nockerln)
- サヴォイのビスキュイ - サヴォワ地方発祥の菓子
- リヴァンツェン (Liwanzen) - ボヘミア地方発祥の菓子
- クーゲルフップフ (Guglhupf)

### 嗜好品
- アインシュペナー (Einspänner) - ウィンナ・コーヒー
- カフェ・マリア・テレジア (Kaffee Maria Theresia)
- シェーンブルン・カフェ (Schönbrunn Kaffee) - 熱いココアにバニラ・シュガー、コーヒー、リキュールを加えて混ぜ、ホイップクリームを載せてココアパウダーをまぶした飲料
- エステルハージ・カフェ (Esterházy Kaffee) - エステルハージ家の伯爵が考案したオレンジリキュール、ラム酒、マラスキーノ入りのコーヒー